# 紀元前24世紀

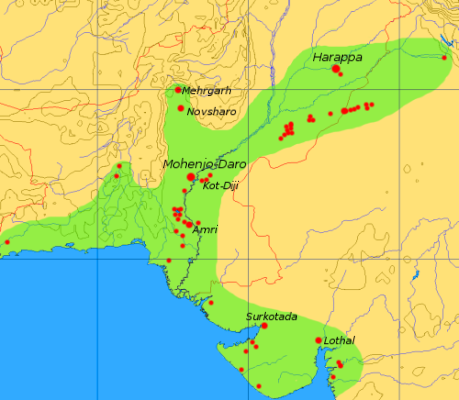
インダス文明の範囲と主な都市。

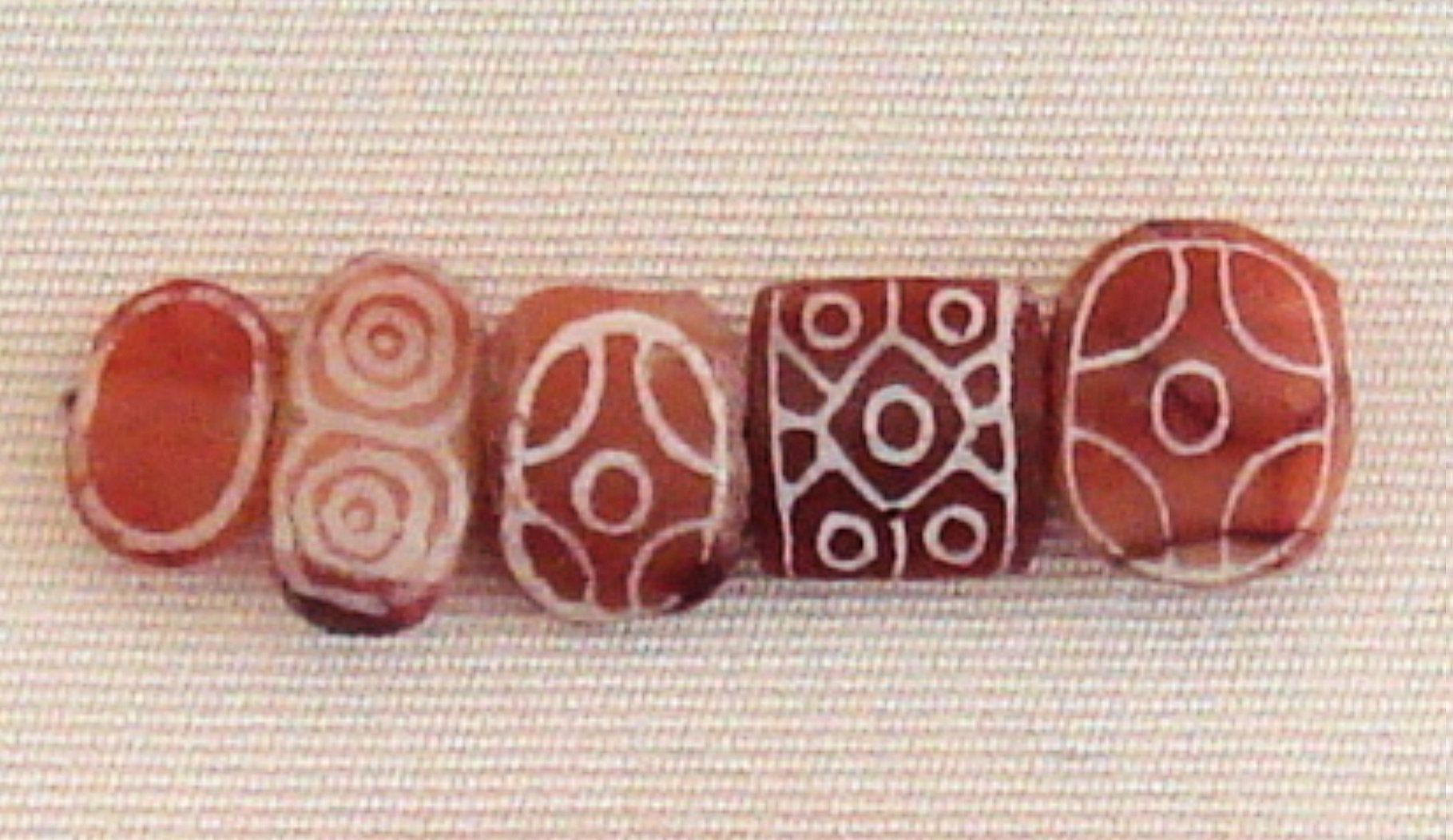
インダス文明とメソポタミア文明の交流。メソポタミアではインダス文明地帯をメルッハと呼び、交易の重要な拠点として認知していた。画像はスサ遺跡で発見された紀元前3千年紀にインダス文明圏からもたらされた紅玉髄（カーネリアン）の装飾品（ルーヴル美術館蔵）。

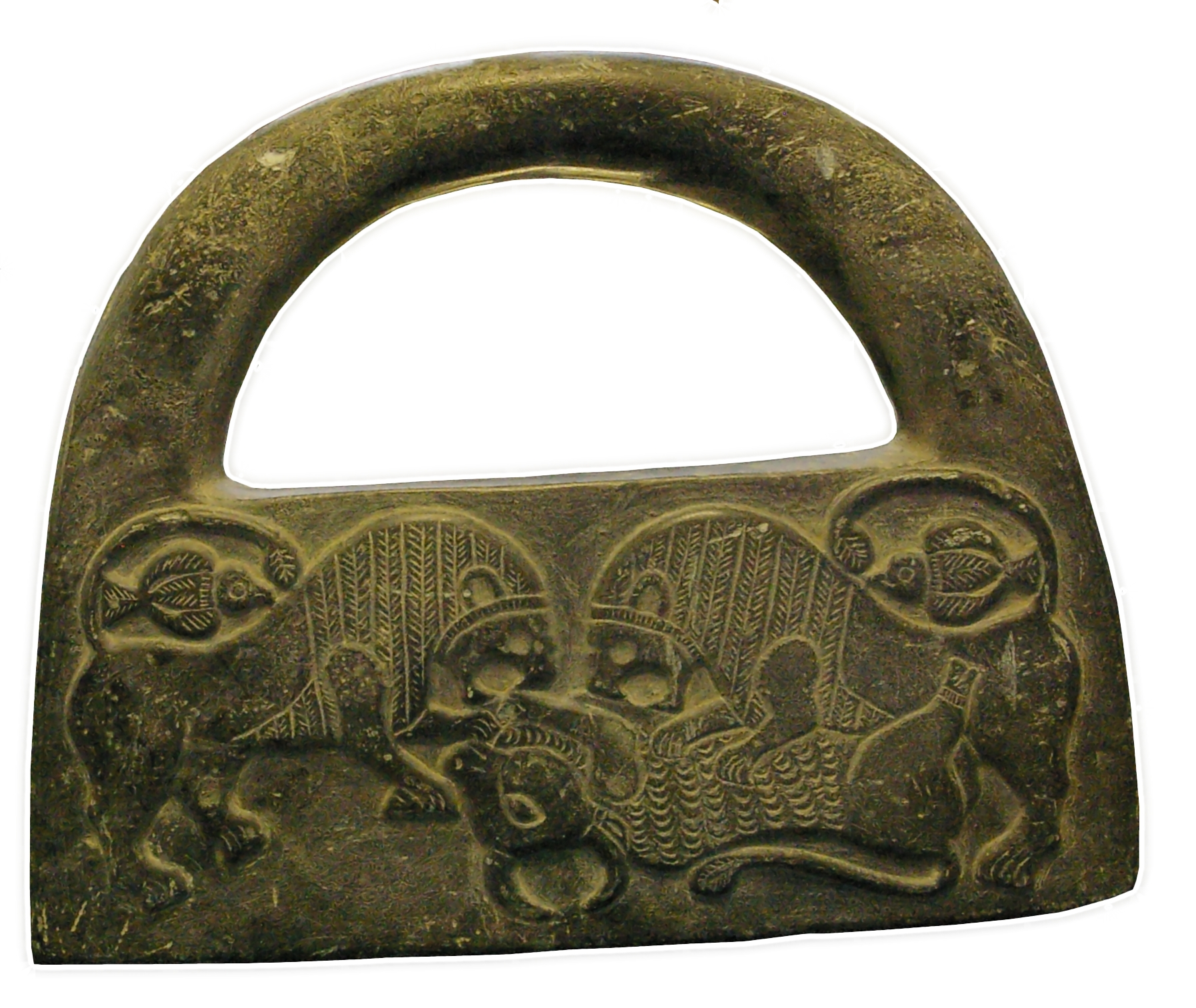
ジーロフト遺跡。ジーロフトはイラン南東部ケルマーン州にある都市で、ハリル川の氾濫により紀元前3千年紀にさかのぼる遺跡が発見された。画像はここから出土した磨製石器で二頭のライオンの意匠が用いられている（タブリーズのアゼルバイジャン博物館蔵）。

紀元前24世紀（きげんぜんにじゅうよんせいき）は、西暦による紀元前2400年から紀元前2301年までの100年間を指す世紀。

## 出来事
- 紀元前2900-2334年頃 - メソポタミアの初期王朝の間で戦争が続いた。

### 紀元前2400年代
- 紀元前2400年頃
  - シリア北部のエブラが最盛期を迎え、「エブラ文書（英語版）」が残される。
  - メソポタミア北部のナガル（テル・ブラク遺跡）の神殿が破壊される。
  - エンシャクシュアンナがウルク第2王朝を建てる。
    - キシュ王エンビク・イシュタルと戦争の捕虜とし、キシュ市を破壊するよう命令を下す。

  - アイルランドで「黄金の三日月（英語版）」と呼ばれる首飾りが作られる（ - 紀元前2000年頃）。

### 紀元前2380年代
- 紀元前2383年頃 - 史上最も在任期間の長い君主であるペピ2世が6歳で王の座に就いた。

### 紀元前2350年代
- 紀元前2350年以前 - ウルイニムギナ（ウルカギナ）がルガルアンダを倒してラガシュ王となり「改革」を行う。
- 紀元前2350年頃
  - メソポタミアで初期王朝時代IIIb期が終了した。
  - シュメール人とアムル人の都市であるマリが最初の破壊を受けた。
  - ウルク王ルガルザゲシがラガシュ王ウルイニムギナを倒しシュメールを統一。
  - インダス文明統合期（ハラッパーIIIB期）。
    - 洪水で破壊された港湾都市ロータルが再建され、貯水槽・波止場・倉庫が設立される。
    - ロータルと同時期かやや先行する港湾都市遺跡にドーラビーラがある。
    - ロータルやドーラビーラには紅玉髄（カーネリアン）の工房があり各地に輸出されていた。
    - インダス文明の最北端のバダフシャーンのショールトゥーガイ遺跡（英語版）ではラピスラズリなどの宝石を産出。

  - イラン東部はジーロフト文化（英語版）でコナル・サンダル（英語版）のジッグラトが建てられる。
    - ジーロフト遺跡からは、原エラム文字に似た文字と、未解読の幾何学的な文字を使用した碑が出土している。

### 紀元前2340年代
- 紀元前2345年頃 - ウナス王の死により、エジプト第5王朝が終わる。
  - ウナス王のピラミッド（英語版）にはヒエログリフで書かれた最古の「ピラミッド・テキスト」が残される。
  - メンフィス出身のテティが王となりエジプト第6王朝が始まる（紀元前2360年との説もある）。
  - サッカラで発見された王族以外の最古のミイラである「ヘカシェペス（Hekashepes）のミイラ」はこの時代のもの。
- 紀元前2340年頃 - キシュ王ウル・ザババからアッカド（アガデ）王サルゴンが独立。

### 紀元前2330年代
- 紀元前2334-2279年頃 - アッカド王サルゴンがシュメール諸都市を糾合していたウルク王ルガルザゲシを攻め捕虜とする。
  - メソポタミア南部のシュメールとアッカドを版図とするアッカド帝国が成立（ - 紀元前2180年）。
- 紀元前2333-2234年頃 - 中国の伝説的な王である五帝の一人、堯の治世。
- 紀元前2333年 - 伝説上の古朝鮮の王である檀君が即位。

## 主な人物
- ウルイニムギナ - シュメール初期王朝時代のラガシュ第1王朝最後の王。
- ルガルザゲシ - シュメール初期王朝時代のウルク第3王朝の王
- サルゴン - アッカド帝国の建国者。
- プタハヘテプ（英語版） - エジプト第5王朝の宰相。『プタハヘテプの訓戒（英語版）』の作者とされる。

## 死去
- ヤレド（紀元前3300年-紀元前2338年） - マハラレルの息子。ユダヤ暦による。

## 発明・発見
- 養蜂 - エジプトで最初の公的な記述。
- 宅配便 - エジプトで書類を運んだとする最初の文書。